# Британско-кувейтские отношения
Британско-кувейтские отношения — двусторонние дипломатические отношения между Великобританией и Кувейтом, фактически установленные 19 июня 1961 года.

## История
С 1899 года Кувейт был протекторатом Великобритании. 19 июня 1961 года путём обмена дипломатическими нотами между Великобританией и Кувейтом были фактически установлены дипломатические отношения. При этом Великобритания сообщила, что остались в силе обязательства Великобритании по защите Кувейта. 25 июня 1961 года А. К. Касем заявил, что Кувейт является частью Ирака. После этого Великобритания ввела войска в Кувейт, которые были выведены к 10 октября 1961 года.